# Karos (genre)
Pour l’article homonyme, voir Karos (homonymie).
Genre
Karos est un genre d'opilions laniatores de la famille des Stygnopsidae.

## Distribution
Les espèces de ce genre sont endémiques du Mexique.

## Liste des espèces
Selon World Catalogue of Opiliones (06/10/2021) :
- Karos barbarikos Goodnight & Goodnight, 1944
- Karos depressus Goodnight & Goodnight, 1971
- Karos hexasetosus Cruz-López & Francke, 2015
- Karos monjarazi Cruz-López & Francke, 2015
- Karos morronei Cruz-López, 2018
- Karos parvus Goodnight & Goodnight, 1971
- Karos projectus Goodnight & Goodnight, 1971
- Karos singularis Cruz-López & Francke, 2015
- Karos tersus Cruz-López & Francke, 2015

## Publication originale
- Goodnight & Goodnight, 1944 : « More Phalangida from Mexico. » American Museum Novitates, no 1249, p. 1–13 (texte intégral).